# Leptatherina presbyteroides
Leptatherina presbyteroides és una espècie de peix pertanyent a la família dels aterínids.

## Descripció
- Pot arribar a fer 11 cm de llargària màxima.[6][7]

## Depredadors
És depredat per Platycephalus speculator i Phalacrocorax sulcirostris.

## Hàbitat
És un peix marí, pelàgic-nerític i de clima temperat (29°S-40°S).

## Distribució geogràfica
Es troba al Pacífic sud-occidental: és un endemisme d'Austràlia.

## Observacions
És inofensiu per als humans.